# Bolxoie Iúrievo
Bolxoie Iúrievo (en rus: Большое Юрьево) és un poble de l'óblast de Vladímir, a Rússia, segons el cens del 2010 tenia 21 habitants. Pertany al districte municipal de Múrom.